# Gabe Evans

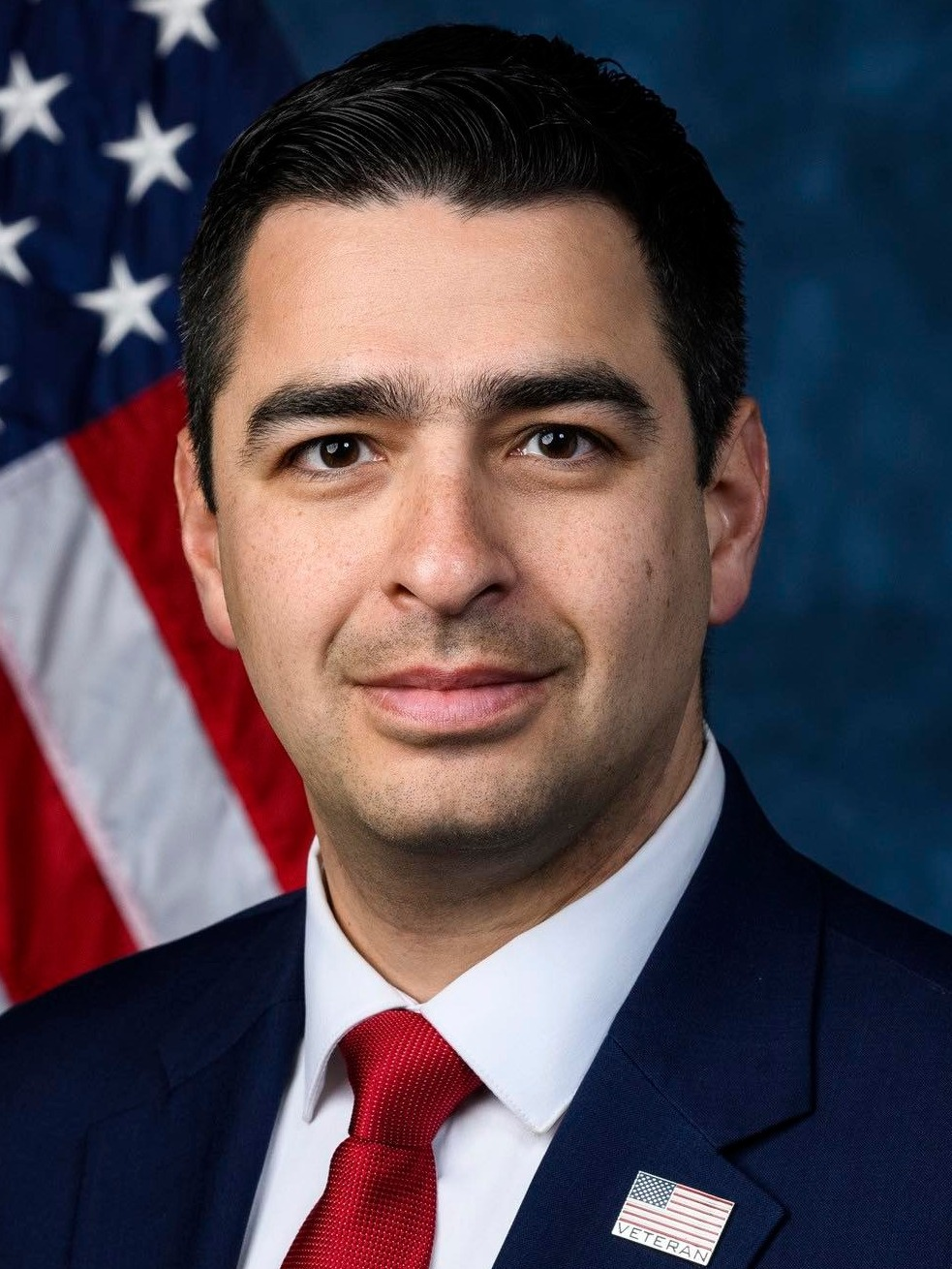
Gabe Evans (2025)

Timothy Gabriel Joseph „Gabe“ Evans (* 28. Juli 1986 in Aurora, Colorado) ist ein US-amerikanischer Politiker (Republikanische Partei). Nachdem er ab 2023 Abgeordneter im Repräsentantenhaus von Colorado war, wurde er 2024 im 8. Kongresswahlbezirk von Colorado in das Repräsentantenhaus der Vereinigten Staaten gewählt.

## Leben
Gabe Evans hat Großeltern, die aus Mexiko eingewandert waren.
Von 2007 bis 2019 diente er in der United States Army. In der Dienstzeit erwarb er 2009 einen Bachelor am Patrick Henry College. Einen Teil der Dienstzeit war er in der Colorado Army National Guard. Er war gleichzeitig über zehn Jahren Polizeibeamter in Arvada. In seiner Militärzeit war er als Helicopterpilot in neun Staaten im Nahen und Mittleren Osten eingesetzt.
Er ist verheiratet und hat zwei Söhne. Die Familie lebt in Fort Lupton.

## Politik
Gabe Evans wurde bei der Wahl 2022 im 48. Wahlkreis mit 63,3 % in das Repräsentantenhaus von Colorado gewählt. Seine Amtszeit dort begann am 3. Januar 2023.
Er bewarb sich bei der Kongresswahl 2024 im 8. Kongresswahlbezirk, der als Swing District gilt. Liberale wie konservativen Gruppen gaben daher große Summen in dem Wahlkampf aus. Im Vorwahlkampf konnte sich Evans Wahlempfehlungen von Donald Trump und mehreren Kongressmitgliedern sichern. In der Vorwahl selbst setzte er sich mit 77,47 % durch. In der Hauptwahl im November sicherte er sich knapp den 8. Wahlbezirk mit 48,96 % vor der demokratischen Amtsinhaberin Yadira Caraveo mit 48,22 %.

### Positionen
Einwanderungspolitik hat für ihn Priorität. Er befürwortet einen Drei-Punkte-Plan. Als erstes müssten die Grenzen gesichert werden. Dann müssten kriminellen illegale Einwanderer abgeschoben werden. Wenn das erledigt sei, könne man über die verbleibenden Immigranten sprechen. Er lehnte Abschiebungen ab, bei denen Familien getrennt würden. Er wolle sich für die Zusammenarbeit mit lokalen Polizeibehörden zur Durchsetzung von Abschiebungen einsetzen.
Evans sieht Israel als den wichtigsten Verbündeten der Vereinigten Staaten im Nahen Osten. Er trete für Israel nicht nur aus geopolitischen Gründen ein, sondern auch sein christlicher Glaube gebiete es. Eine nukleare Bewaffnung des Iran müsse unbedingt verhindert werden.
Bei einer Telefon-Townhall-Veranstaltung Anfang April 2025 erklärte er, dass er für freien Handel sei, aber der müsse auch fair sein. Die Verhängung reziproker Zölle durch Trump würde für Fairness und langfristig niedrigere Preise sorgen. Obwohl die Mehrheit der US-Americans und 59 % der Einwohner Colorados Trumps Hinundher in der Zollpolitik für schädlich hielten, lobte Evan’s später in dem Monat lobte er die Zollpolitik. Die Zölle würden faire Wettbewerbsbedingungen schaffen und der Landwirtschaft helfen bessere Vereinbarungen mit Ländern wie Australien, Brasilien, Italien, Mexiko und Vietnam zu treffen. Die mittlerweile Abgeordneten Aussetzung zeige, dass dies erfolgreich sei.